# العلاقات التونسية الدومينيكانية
العلاقات التونسية الدومينيكانية هي العلاقات الثنائية التي تجمع بين تونس وجمهورية الدومينيكان.

## مقارنة بين البلدين
هذه مقارنة عامة ومرجعية للدولتين:
| وجه المقارنة                                              | تونس                                       | جمهورية الدومينيكان |
| --------------------------------------------------------- | ------------------------------------------ | ------------------- |
| المساحة (كم2)                                             | 163.61 ألف                                 | 48.67 ألف           |
| عدد السكان (نسمة)                                         | 11.53 مليون                                | 10.40 مليون         |
| الكثافة السكانية (ن./كم²)                                 | 70.47                                      | 213.68              |
| العاصمة                                                   | تونس                                       | سانتو دومينغو       |
| اللغة الرسمية                                             | اللغة العربية                              | اللغة الإسبانية     |
| العملة                                                    | دينار تونسي                                | بيزو دومنيكاني      |
| الناتج المحلي الإجمالي (بليون دولار)                      | 40.26 مليار                                | 75.93 مليار         |
| الناتج المحلي الإجمالي (تعادل القوة الشرائية) بليون دولار | 129.05 مليار                               | 149.89 مليار        |
| الناتج المحلي الإجمالي الاسمي للفرد دولار أمريكي          | 3.87 ألف                                   | 6.47 ألف            |
| الناتج المحلي الإجمالي للفرد دولار أمريكي                 | 11.44 ألف                                  | 13.26 ألف           |
| مؤشر التنمية البشرية                                      | 0.721                                      | 0.715               |
| رمز المكالمات الدولي                                      | +216                                       | +1809، +1829، +1849 |
| رمز الإنترنت                                              | .tn                                        | .do                 |
| المنطقة الزمنية                                           | ت ع م+01:00، توقيت وسط أوروبا، ت ع م+02:00 | 00                  |

## منظمات دولية مشتركة
يشترك البلدان في عضوية مجموعة من المنظمات الدولية، منها:
| علم المنظمة | اسم المنظمة                        | تاريخ انضمام تونس | تاريخ انضمام جمهورية الدومينيكان |
| ----------- | ---------------------------------- | ----------------- | -------------------------------- |
|             | يونسكو                             | 8 نوفمبر 1956     | 4 نوفمبر 1946                    |
|             | المنظمة الدولية للفرنكوفونية       | ?                 | ?                                |
|             | مؤسسة التمويل الدولية              | 25 يوليو 1962     | 31 أكتوبر 1961                   |
|             | منظمة حظر الأسلحة الكيميائية       | ?                 | ?                                |
|             | مؤسسة التنمية الدولية              | 30 ديسمبر 1960    | 16 نوفمبر 1962                   |
|             | منظمة التجارة العالمية             | ?                 | ?                                |
|             | وكالة ضمان الاستثمار متعدد الأطراف | 7 يونيو 1988      | 7 مارس 1997                      |
|             | الاتحاد البريدي العالمي            | ?                 | ?                                |
|             | منظمة الشرطة الجنائية الدولية      | ?                 | ?                                |
|             | الأمم المتحدة                      | 12 نوفمبر 1956    | 24 أكتوبر 1945                   |
|             | البنك الدولي للإنشاء والتعمير      | 14 أبريل 1958     | 18 سبتمبر 1961                   |
|             | المنظمة الهيدروغرافية الدولية      | ?                 | ?                                |

## وصلات خارجية
- موقع وزارة الخارجية التونسية